# Битва при Дойране (1918)
Третья битва при Дойране — часть Вардарской операции войск Антанты на Салоникском фронте Первой мировой войны. Проводилась 18—19 сентября 1918 года силами греческой и британской армий, атаковавших позиции болгарских войск возле Дойранского озера.

## Перед боями
После того как сербская армия прорвала фронт и начала преследование у Доброго Поля, генерал Франше д'Эпере 17 сентября объявил командующему британской армией генералу Жоржу Милну, что с этой победой были созданы благоприятные условия для планового наступления  англо-греческих сил в районе озера Дойран, где англо-греческие войска держали фронт против болгар.
Британо-греческое наступление было направлено против левого крыла 1-й болгарской армии по обе стороны озера Дойран, то есть против расположенной западнее озера 9-й болгарской дивизии и 1-й бригады 11-й македонской дивизии к северо-востоку от озера.
Ожидая наступления союзников на этом участке фронта, генерал Нерезов по прибытии на пост командующего 1-й армией в июне 1918 года внес некоторые изменения. Весь комплекс, расположенный между озером Дойран и Вардаром был хорошо укреплен более чем одной линией траншей, полосой проволочных заграждений, батареями под бетонными куполами и многочисленными галереями для подхода резервов.
Это был не первый случай, когда союзники атаковали Дойран — в 1916 году англо-французская попытка была отражена Второй фракийской пехотной дивизией; британцы дважды не смогли захватить его в 1917 году.

## Ход боёв
На левом фланге XII британский корпус с 22-й и 26-й дивизиями, усиленный греческой дивизией Серре, должен был атаковать сложный Пип-Ридж. Англичане сосредоточили 231 артиллерийское орудие, в том числе тяжелые 8-дюймовые гаубицы. Обстрел велся в течение двух дней, с применением газовых снарядов и завершился непрерывным огнём, за которым пехота должна была наступать. Время перед боем британцы тренировались перед штурмом. Им противостояла 9-я болгарская Плевенская дивизия со 122 орудиями в хорошо подготовленной обороне под командованием генерала Владимира Вазова.
18 сентября британский XII корпус атаковал силами 66-й и 67-й бригады 22-й дивизии и греческой дивизии Серре. Первая линия траншей Болгарии была захвачена, и дивизия Серре вышла на вторую линию. Болгары ответили сильным артиллерийским огнем и контратаками, которые отбили потерянные земли. Между тем, 7-й батальон британской 66-й бригады понёс значительные потери и провалил свои атаки. Атаки 11-го валлийского полка и 9-го пограничного полка также не увенчались успехом. 12-й чеширский полк 67-й британской бригады, за которым следовали 9-й южно-ланкаширский полк и 8-й полк легкой пехоты королей Шропшира (KSLI), двинулись под болгарский артиллерийский и пулеметный огонь. 67-я бригада потеряла 65% солдат. В конце дня XII корпус вернулся на исходную позицию. 19 сентября XII корпус снова атаковал, но поскольку атаки XVI корпуса к северу от озера потерпели неудачу, XII корпус должен был атаковать в одиночку. Греческая дивизия Серре повторила действия предыдущего дня, взяв несколько болгарских траншей, но затем была отброшена тяжелой артиллерией, пулеметным огнём и контратаками. Англичане атаковали 77-й бригадой, ослабленной 65-й бригадой, а затем 2-й французской (зуавами). 66-я и 67-я бригады были пригодны только для обороны и не участвовали. 77-я бригада заняла несколько болгарских окопов, но оказалась на открытой позиции, подверглась артиллерийскому обстрелу и в конце концов отступила, прежде чем болгары начали контратаку. Бригада потеряла около 50% личного состава. Атака 65-й бригады также не удалась, как и атаки зуавов.
Между тем, 18 сентября британский XVI корпус атаковал при поддержке греческой критской дивизии и британской 84-й бригады. Они столкнулись с 1-й болгарской македонской бригадой с 24 орудиями и 64 пулеметами. Греческая дивизия атаковала двумя полками в передовой и третьим в резерве, при поддержке 84-го полка. В поддержку вели огонь шесть батарей английской артиллерии. Британская 85-я бригада была в резерве. В 05:00 греки атаковали, расчистив линию болгарского форпоста. Затем им пришлось перейти через длинную равнину, чтобы атаковать позиции болгар на холмах, выходящих на равнину. Греки безрассудно атаковали через равнину и прорвали позиции болгар, но были отброшены тяжёлым артиллерийским, винтовочным и пулемётным огнем. Позади них была размещена британская артиллерия для огневой поддержки. Греки сплотились и предприняли ещё несколько атак на болгарских рубежах с тем же результатом, что и в первый раз. К вечеру греки отошли, а через несколько часов за ними последовала британская артиллерия. 16-й корпус 19 сентября не атаковал из-за потерь. Атака не удалась из-за отсутствия артиллерийской поддержки, проблем со связью между частями и безрассудной первой атаки греков.

## Отступление
В связи с тем что сербские и французские войска нанесли поражение болгарской армии во время битвы при Добро Поле в долине Вардара и прорвали фронт, командование Группы армий Шольц приказало болгарской Первой армии отступить, чтобы не быть отрезанной. Болгарские арьергарды сдерживали медленное преследование союзников и позволили своим войскам успешно отойти. Британские Королевские военно-воздушные силы атаковали отступающие болгарские колонны, что привело к некоторым потерям. Союзники продолжали наступление на территорию Болгарии, и 29 сентября болгары согласились на перемирие.

## Память
Британцы оказали честь генералу Владимиру Вазову, когда в 1936 году он прибыл на вокзал Виктория в Лондоне, приспустив флаги всех своих полков, участвовавших в сражении. В своем выступлении председатель британского легиона майор Голди сказал: «Он один из немногих иностранных офицеров, чье имя фигурирует в нашей истории».
В 2022 году шведская пауэр-метал-группа Sabaton выпустила песню "The Valley of Death" в составе альбома "The War To End All Wars", посвященную событиям битвы при Дойране.

## Внешние ссылки
- Μάχη της Δοϊράνης (5/18-6/19 Σεπτεμβρίου 1918) 'Battle of Doiran (5/18-6/19 September 1918), Hellenic Army, First World War 100th Anniversary portal  (греч.)
- World War I history
- Salonika and Macedonia 1916-1918
- Димитър Зафиров. „Отбраната при Дойран". Военноисторически сборник, брой 1, 2004 (Dimiter Zafirov. The Defence at Doyran.) (болг.)
- AJP Taylor. History of World War I. ISBN 0-7064-0398-3
- Falls, C. Military Operations Macedonia: From the Outbreak of War to the Spring of 1917. — IWM and Battery Press 1996. — London : HMSO, 1933. — Vol. I. — ISBN 0-89839-242-X.
- Falls, C. Military Operations Macedonia, From the Spring of 1917 to the End of the War. — IWM and Battery Press 1996. — Nashville, TN : HMSO, 1935. — Vol. II. — ISBN 0-89839-243-8.
- Атанас Пейчев, 1300 години на стража, Военно издателство София 1981
- Wakefield, A. Under the Devil's Eye; Britain's Forgotten Army in Salonika, 1915–1918 / A. Wakefield, Simon Moody. — ISBN 0-7509-3537-5.
- Недев, Никола. Дойранската епопея 1915–1918. — Печатница на Армейския Военно - Издателски Фонд; София, 1923. — ISBN 978-954-8247-05-4.
- Пейковска, П., Печатът за участието на 34-и Пехотен Троянски полк в боевете при Дойран [The Press on the Participation of 34th Troyan Infantry Regiment in the Battle of Doiran]. - В: Културно-историческо наследство на Троянския край. Vol. 7, Троян, 1994, pp. 119–129. http://ivanpeykovski.blogspot.com/2013/01/34.html